# Robert Boog Watson
Robert Boog Watson (Burntisland, 26 settembre 1823 – Edimburgo, 23 giugno 1910) è stato uno zoologo e religioso britannico di nazionalità scozzese, decorato FRSE dalla Royal Society di Edimburgo, malacologo e ministro della Free Church of Scotland, principalmente noto come l'autore del rapporto sugli Scaphopoda e Gastropoda raccolti durante la spedizione oceanografica Challenger tra il 1873 e il 1876.  Watson ha inoltre descritto vari Opisthobranchia dell'arcipelago di Madera..

## Biografia

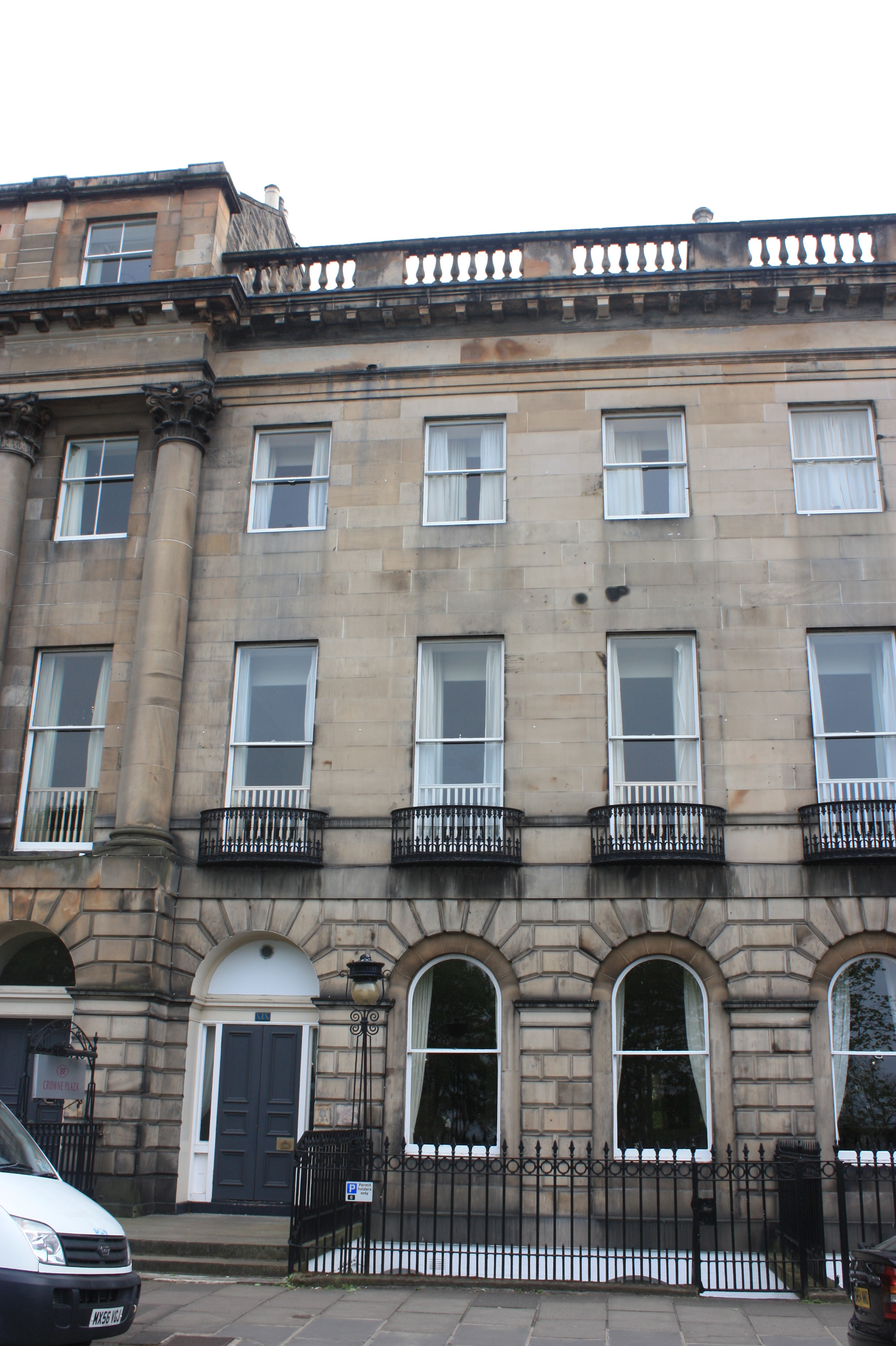
Casa Watson al 19 di Royal Terrace, Edimburgo.

Nacque a Burntisland nel Fife, figlio del reverendo Dr Charles Watson DD (1794-1866) di Burntisland e di Isabella Boog. Suo fratello, sir Patrick Heron Watson era un eminente chirurgo e un pioniere della moderna odontoiatria. La famiglia si trasferì definitivamente a Edimburgo intorno al 1840, vivendo al 19 Royal Terrace su Calton Hill.
Compì i primi studi alla Edinburgh Academy. Servì come cappellano militare della Highland Brigade durante la guerra di Crimea, e successivamente a Madera.
Nel 1857 si sposò con Janet Cowan (1831-1912) figlia di Alexander Cowan, cartaio e filantropo di Valleyfield., con la quale si trasferì l'anno seguente a Bombay, nell'allora Impero anglo-indiano. Fu eletto Fellow della Royal Society di Edimburgo nel 1862. Durante il suo soggiorno a Edimburgo visse con suo fratello Patrick Heron Watson a Hope Street fuori Charlotte Square.. Dal 1864 al 1874 prestò servizio sull'isola di Madera, prima di fare ritorno in Scozia, dove dal 1877 in poi è registrato come residente al 19 di Chalmers Street sul lato sud di Edimburgo.
Morì a Edimburgo, il 23 giugno 1910, ed è sepolto nella sezione sud-ovest del cimitero di Grange con sua moglie Janet. La tomba, che si trova nella fila orientale rivolta a ovest, porta l'iscrizione Worthy is the Lamb that was Slain (Degno è l'agnello che è stato ucciso), citazione dall'Apocalisse di Giovanni 5:12.
Ebbe due figli, la scrittrice Helen Brodie Cowan Watson, che sposò il Major General William Burney Bannerman (1858-1924), figlio del reverendo e teologo James Bannerman, e Charles Brodie Boog Watson (1858-1947), ingegnere e antiquario, a sua volta padre della scrittrice e giornalista radiofonica Elspeth Janet Boog Watson.
| R. B. Watson è l'abbreviazione standard utilizzata per le specie animali descritte da Robert Boog Watson. Categoria:Taxa classificati da Robert Boog Watson |